# Abe Lenstra Stadion
Het Abe Lenstra Stadion is het stadion van sc Heerenveen en is vernoemd naar de voetballer Abe Lenstra. De capaciteit bedraagt 26.100 plaatsen. Het stadion is gelegen nabij het centrum van Heerenveen, de snelweg A32 en op vijftien minuten lopen vanaf Station Heerenveen. Het stadion maakt deel uit van Sportstad Heerenveen.

## Geschiedenis
Heerenveen maakte voor de bouw van dit stadion gebruik van Sportpark Noord, maar vanwege de grote ambities van de club moest dit stadion verlaten worden. De eerste steen van het stadion werd gelegd door Riemer van der Velde op 14 maart 1994.

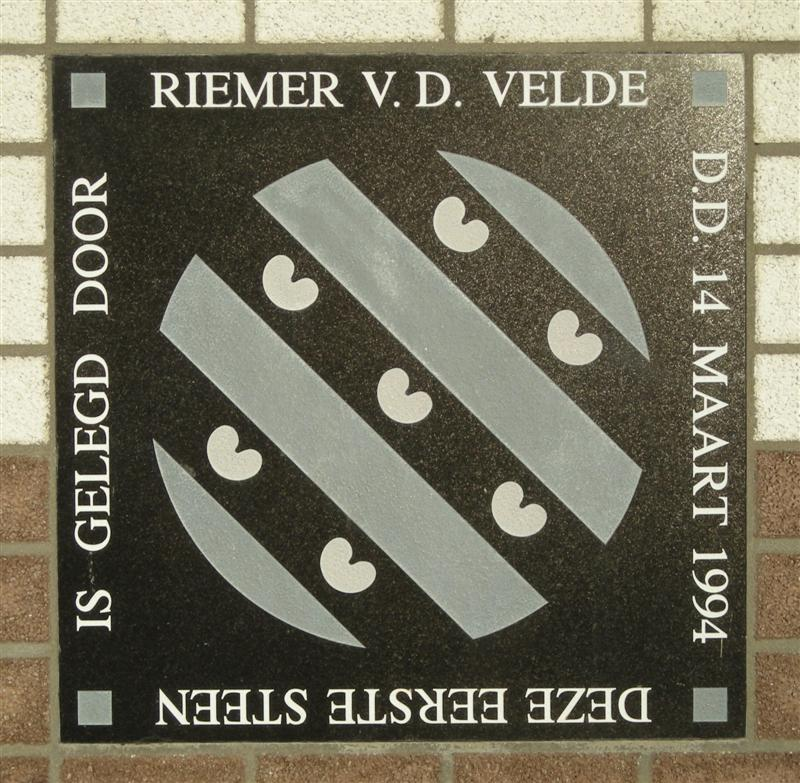
Eerste steen Riemer van der Velde
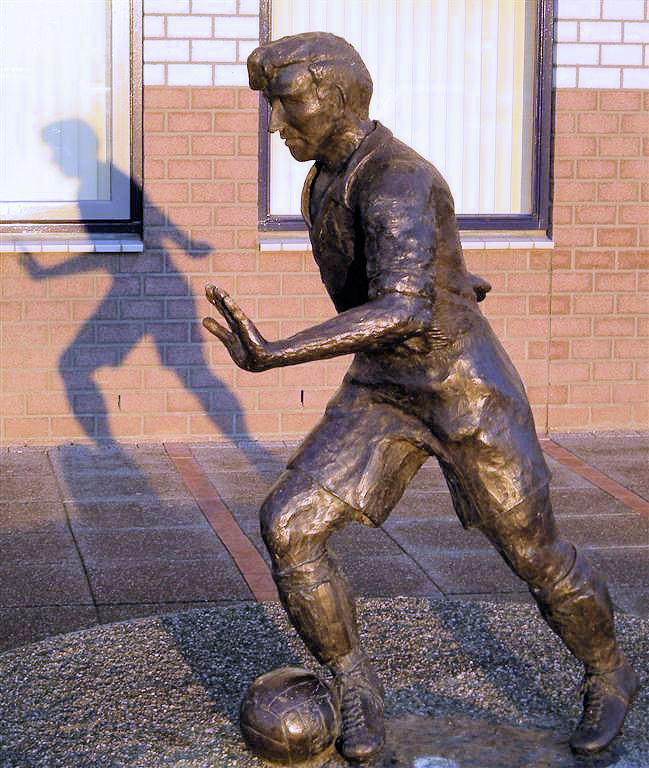
Standbeeld Abe Lenstra
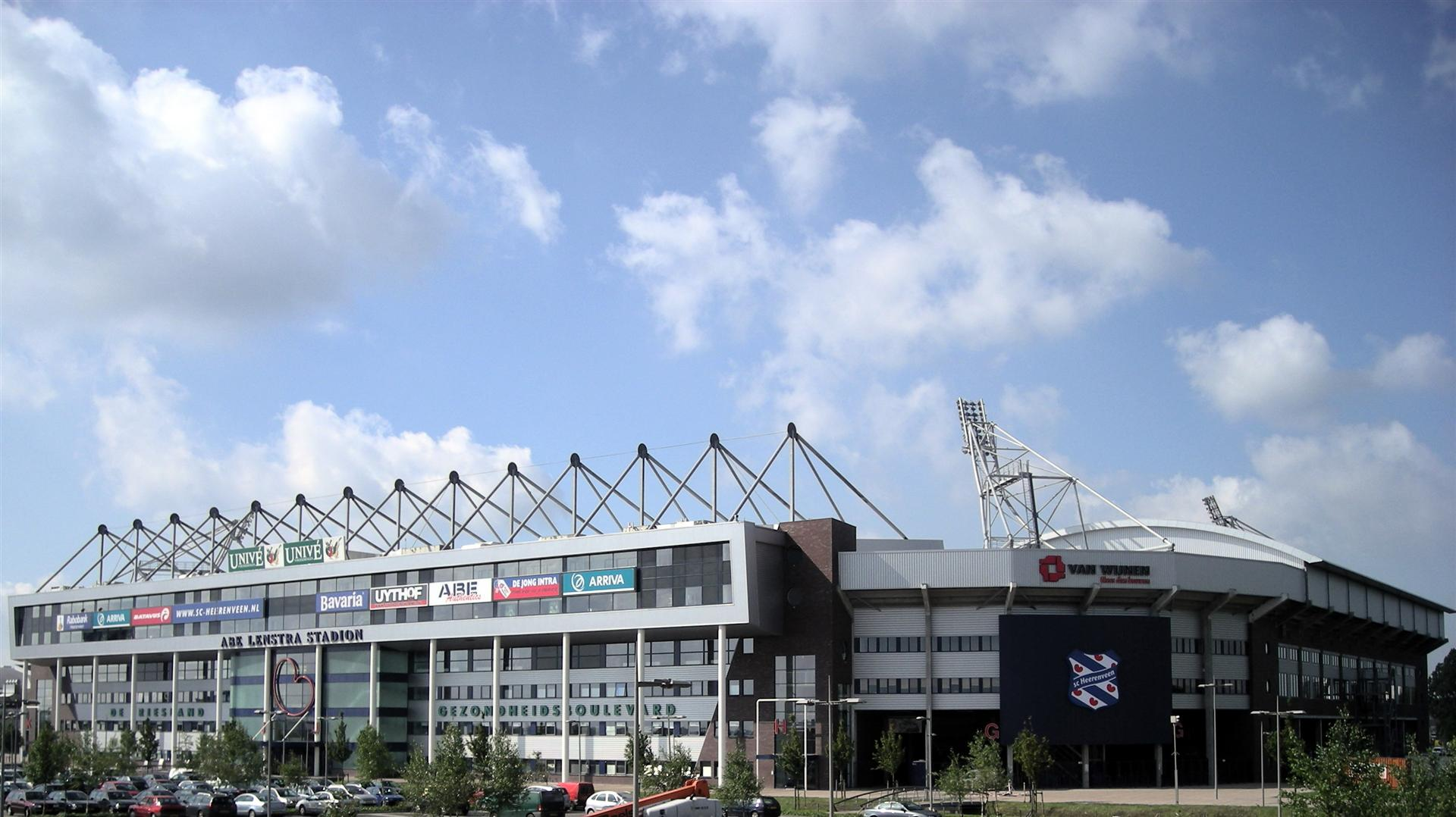
Noord oost zijde stadion

Het stadion werd ingewijd op 20 augustus 1994 met een vriendschappelijke wedstrijd tegen PSV. Tevens was dit de debuutwedstrijd van Ronaldo op Europese bodem. De aftrap werd verzorgd door prins Willem-Alexander.
De eerste officiële wedstrijd in het Abe Lenstra Stadion was de Derby van het Noorden op 26 augustus 1994 tegen FC Groningen. De wedstrijd eindigde in een 2-0-overwinning voor Heerenveen. Het eerste officiële doelpunt werd gescoord door Heerenveen-speler Tom Sier.

## Verbouwingen
Het stadion heeft al vele verbouwingen doorgemaakt. Zo werd al tijdens de bouw van het stadion besloten om ook de hoeken dicht te maken. Een aantal jaar later is het hoofdgebouw aangepast waardoor er een extra rij met skyboxen ontstond. In 2002 werd begonnen met het project 'Sportstad Heerenveen', wat de capaciteit van 14.500 zitplaatsen bijna verdubbelde naar 26.800 overdekte zit- staanplaatsen. Hierdoor zou het stadion een UEFA-stadionclassificatie categorie 4 verwerven. Doordat in 2016 het stavak van Nieuw Noord werd uitgebreid naar beneden, heeft het stadion sindsdien een capaciteit van 27.224 toeschouwers.

## EK-voetbal
In juni 2007 werd het stadion gebruikt voor een aantal wedstrijden om het EK voetbal onder 21 2007.
De wedstrijden die Jong Oranje er tijdens dit toernooi speelde waren:
| Datum            | Teams                       | Uitslag                                  | Wedstrijdtype                   | Jaartal |
| ---------------- | --------------------------- | ---------------------------------------- | ------------------------------- | ------- |
| 7 september 2004 | Jong Oranje - Jong Tsjechië | 0-0                                      | kwalificatie ronde EK onder 21  | 2006    |
| 15 november 2005 | Jong Oranje - Jong Slovenië | 2-0                                      | play off ronde EK onder 21 jaar | 2006    |
| 10 juni 2007     | Jong Oranje - Jong Israël   | 1-0                                      | EK onder 21                     | 2007    |
| 16 juni 2007     | Jong België - Jong Oranje   | 2-2                                      | EK onder 21                     | 2007    |
| 20 juni 2007     | Jong Oranje - Jong Engeland | 1-1 (winst Jong Oranje na strafschoppen) | EK onder 21                     | 2007    |

## Interlands
Mannen
| №  | Datum            | Wedstrijd            | Uitslag | Competitie        | Toeschouwers |
| -- | ---------------- | -------------------- | ------- | ----------------- | ------------ |
| 1. | 18 november 2009 | Nederland – Paraguay | 0 – 0   | Vriendschappelijk | 25.000       |

Vrouwen
| №  | Datum            | Wedstrijd             | Uitslag | Competitie                  | Toeschouwers |
| -- | ---------------- | --------------------- | ------- | --------------------------- | ------------ |
| 1. | 12 juni 2018     | Nederland – Slowakije | 1 – 0   | WK-Kwalificatie             | 24.000       |
| 2. | 3 september 2019 | Nederland - Turkije   | 3 – 0   | EK-Kwalificatie             | 21.550       |
| 3. | 28 februari 2024 | Nederland - Duitsland | 0 – 2   | UEFA Women's Nations League |              |